# Danh sách nhân vật trong Sword Art Online
Dưới đây là danh sách nhân vật trong light novel Sword Art Online của tác giả Kawahara Reki

## Nhân vật chính

### Kirito
Tiếng Nhật: キリト (Kirito)
Tên thật: Kirigaya Kazuto (桐ヶ谷 和人 (Thông Cốc Hoà Nhân))
Lồng tiếng bởi: Yoshitsugu Matsuoka
Là nhân vật chính của bộ truyện. ID trong game của cậu là viết tắt từ trong tên thật Kirigaya Kazuto. Ngoài đời cậu là game thủ lâu năm. Kỹ năng sử dụng kiếm của Kirito trong Sword Art Online rất chuyên nghiệp ,  cậu còn sử dụng nhuần nhuyễn nhiều loại vũ khí. Kirito có khả năng làm quen nhanh  với vũ khí mới, trong đó vũ khí hay dùng  của nhân vật này là 2 thanh đoản kiếm. Vũ khí của Kirito là kiếm loại cầm một tay. Cậu thường chỉ mặc một bộ quần áo màu đen, đây là lý do Kirito có biệt danh là "Hắc kiếm sĩ". Kirito là một người chơi "solo". Là người từng chơi bản thử nghiệm và có kỹ năng cao, cậu bị những người chơi SAO gọi là Beater (ghép từ beta-tester và cheater). Khi thảm họa SAO xảy ra, mặc dù cũng rất sốc  trước tình huống đó nhưng so với những người chơi khác, Kirito nhanh chóng thích nghi với hoàn cảnh và tập trung vào việc phá đảo trò chơi từ rất sớm. Kirito sở hữu một kĩ năng bổ sung hiếm là Dual Blade (song kiếm), nhưng chỉ dùng trong những trường hợp khẩn cấp để tránh gây sự chú ý. Kirito là một người có ý chí mạnh mẽ, thậm chí mạnh tới mức có thể (trong chừng mực nào đó) gây ra tác động lên môi trường trong game VRMMO.
Người yêu của Kirito là Asuna, một cô gái xinh đẹp và thông minh,  người đồng hành cùng Kirito suốt chặng đường phá đảo SAO .Trong SAO có thể lấy nhau làm vợ chồng nên Asuna đã cưới Kirito và được hệ thống chấp nhận (Khi lấy nhau trong game vợ chồng có thể sử dụng vật phẩm của nhau).Vì Asuna, cậu sẵn sàng bảo vệ cô nhưng Kirito cũng có quan hệ phức tạp với một số nhân vật nữ khác .
Ở thế giới thực Kirito sống với mẹ (Midori) và em gái (Suguha). Trên thực tế Kirito chỉ là con nuôi, mẹ ruột của cậu (cũng là chị ruột của Midori) cùng với bố cậu đã qua đời trong một vụ tai nạn khi Kirito chưa đầy một tuổi. Cậu phát hiện ra điều này năm 10 tuổi. Do đã trải qua 2 năm ở trong SAO nên Kirito coi trọng thế giới ảo ngang với thế giới thật.
Sau sự cố SAO, 300 người vẫn chưa tỉnh dậy gồm cả người "vợ" trong SAO của Kirito là Asuna. Cậu nhận được một bức ảnh từ một VRMMORPG có tên gọi là Alfheim Online (ALO). Đó là hình ảnh Asuna trong một cái lồng trên Cây Thế giới, nơi mà không người chơi Alfheim nào đến nổi đỉnh. Lúc đó, Kirito quyết định lấy một bản game và giải cứu Asuna bất chấp mọi chuyện. Ngay sau khi gia nhập Alfheim, cậu làm bạn với một người chơi khác là Leafa. Leafa giúp đỡ Kirito làm quen với trò chơi và yêu cầu được trợ giúp cậu đến Cây Thế giới. Sau một hành trình dài và nhiều chuyến thám hiểm, Kirito đến được cây thế giới và vượt qua nhiều chướng ngại để lên đến đỉnh. Cậu giải cứu Asuna và nhận ra người đồng hành Leafa thật ra chính là em họ cậu - Suguha. Vì ALO và SAO có chung một game engine và nhiều tính năng khác nên nó đã xuất hiện một lỗi cho phép Kirito giữ lại hầu hết kĩ năng và tiền cậu có trong SAO khi chơi ALO bằng cùng một Nerve Gear, điều đó giúp cậu bắt đầu hành trình với một lợi thế lớn so với những người chơi khác. Mặc dù cậu phải vứt bỏ mọi item cậu có vì chúng không được hệ thống nhận dạng, nhưng dữ liệu chứa Yui lại được giữ lại, cô bé sau đó tự định dạng lại thành một tiểu tiên chỉ đường.
Sau ALO, cậu được nhờ đăng ký vào Gun Gale Online để điều tra những vụ án mạng ở thế giới thực có liên quan tới những vụ ám sát trong game. Không lâu sau, cậu phát hiện ra những vụ giết người là do những người chơi cũ từ Sword Art Online - vốn là các thành viên của một nhóm sát nhân, Tiếu quan tài. Cuối cùng cậu bắt được hai trong ba kẻ tội phạm, nhưng thành viên cuối cùng thì đã chạy thoát.
Trong phần Alicization, cậu hỗ trợ phát triển giao diện FullDive thế hệ thứ tư - Soul TransLator - bằng cách thử nghiệm tính năng gia tốc thời gian của nó. Tuy nhiên, cậu không có bất kì ký ức nào về việc cậu đã làm bên trong vì ký ức của cậu đã bị hệ thống tự ý chặn lại. Cậu bị tấn công và đầu độc bởi Johnny Black (tên tội phạm thứ ba đã chạy thoát) ở thế giới thực và tỉnh lại ở UnderWorld mà không có chút ký ức vào về thế giới này hay làm thế nào cậu đến được đây. Cậu gặp được Eugeo và giúp đỡ cậu ta trong vài vấn đề khó khăn. Trong lúc ấy cậu đã phần nào nhớ được thời gian cậu ở cùng Eugeo và Alice trong thời "thơ ấu" ở UnderWorld. Rồi cậu quyết định hỗ trợ Eugeo tìm kiếm Alice trong lúc tìm cách thoát ra ngoài, về với thực tại.

### Asuna
Tiếng Nhật: アスナ (Asuna)
Tên thật: Yūki Asuna (結城 明日奈 (Kết Thành Minh Nhật Nại))
Lồng tiếng bởi: Haruka Tomatsu
Asuna là nhân vật nữ chính của series. ID trong game của cô giống như ở thế giới thực. Asuna là bạn gái của Kirito và là phó thủ kĩ Guild Huyết Thệ Kị Sĩ Đoàn, guild được mệnh danh là mạnh nhất ở Aincrad trong SAO. Vì là một trong số ít những người chơi nữ trong SAO, lại có vẻ ngoài xinh xắn nên Asuna được rất nhiều người mến mộ và theo đuổi, tới mức guild phải cử hai thành viên khác làm vệ sĩ cho cô. Cô cũng là một kiếm sĩ cực mạnh nổi tiếng với tốc độ ra chiêu nhanh như chớp.
Sáu tháng sau khi game bắt đầu, cô yêu Kirito và họ kết hôn trong game. Đến phần kết của SAO, cô hy sinh mình để cứu Kirito khỏi đòn kết liễu của Heathcliff. Thế nhưng, cô chỉ chết trong game và nhanh chóng gặp lại Kirito sau khi cậu bị Heathcliff đánh bại và chết.
Dù SAO đã kết thúc, Asuna vẫn không tỉnh dậy mà thay vào đó lại bị giam cầm trong một VRMMORPG khác có tên gọi Alfheim Online (ALO). Cô bị bắt phải vào vai Tinh linh hậu Titania, cùng với Sugou Nobuyuki - gã đã bắt nhốt cô là một nhân viên được đánh giá cao trong công ty của cha cô và cũng là người cô ghét nhất - đóng vai Tinh linh vương Oberon. Điều này là để Sugou Nobuyuki có thể cưới cô ở thế giới thực, trong khi cô vẫn còn hôn mê, và rồi chiếm đoạt lấy RECTO Progress. Cô liên tục tìm cách thoát ra khỏi Cây Thế giới - nơi cô đang bị giam, và rồi lấy trộm được một thẻ GM. Sau đó cô ném nó xuống bên dưới khi nghe thấy giọng của Yui. Sau khi được giải thoát, cô tạo hai avatar tại ALfleim - Asuna (người chữa thương trong đội), Erika (avatar dạng chiến đấu) và sống cùng Kirito ở căn nhà gỗ tầng 22, tân Aincrad.
Ở thế giới thực, Asuna sống một cuộc đời rất căng thẳng và liên tục bị bắt ép phải đáp ứng mong muốn của cha mẹ cô. Trước sự cố SAO, cô mù quáng sống theo đòi hỏi của cha mẹ mình. Tuy nhiên, sau khi sinh sống trong SAO và gặp gỡ Kirito, cô dần có được cách nhìn riêng và nhìn về quá khứ của mình với vẻ chán ghét. Sau đó cô trở thành bạn gái của Kirito, mơ ước sẽ cưới cậu ở thế giới thực và có một gia đình hạnh phúc.

### Leafa
Tiếng Nhật: リーファ (Rīfa)
Tên thật: Kirigaya Suguha (桐ヶ谷 直葉 (Thông Cốc Trị Diệp))
Lồng tiếng bởi: Ayana Taketatsu
Em gái của Kirito, thường được anh trai gọi là Sugu.  ID "Leafa" của cô là chơi chữ Leaf cho kanji 葉 (diệp, nghĩa là "lá cây") trong tên cô. Suguha là một cô bé rất chăm chỉ, cô đã thay anh mình luyện tập Kendo suốt 8 năm trời. Sau khi Kirito thoát khỏi SAO, cô bắt đầu chơi Alfheim Online để có thể hiểu rõ được anh trai mình nhiều hơn. Cô có tình cảm đặc biệt với Kirito kể từ khi biết được hai người không phải anh em ruột, khi nhận ra tình cảm của Kirito dành cho Asuna rất sâu đậm, Suguha đăng nhập vào game như một cách để né tránh thực tại. Nhưng Suguha lại tình cờ gặp nhân vật của Kirito trong game mà không hề hay biết, Suguha ngỡ như mình đã tìm được tình cảm mới, nhưng sau đó lại đau lòng khi biết được sự thật đó vẫn chính là anh trai mình. Dù vậy cô vẫn quyết định giúp đỡ Kirito trên con đường giải cứu Asuna.

### Yui
Tiếng Nhật: ユイ (Yui)
Lồng tiếng bởi: Kanae Itō
Ban đầu là nhân vật phụ xuất hiện trong ngoại truyện thứ ba của tập 2 – Bé gái trong sương sớm. Sau đó xuất hiện trong arc ALO (tập 3 và 4) với vai trò là nhân vật đồng hành và hỗ trợ cho Kirito. Xuất hiện với hình dạng là một bé gái bị lạc ở Aincrad, nhưng Yui thực tế là một phần mềm trí thông minh nhân tạo (AI – Artificial Intelligence) có tên đầy đủ là "Mental Health Conselling Program" (tạm dịch: Phần mềm tư vấn về trạng thái tinh thần), MHCP phiên bản 1, và "Yui" là tên mã. Được thiết kế với mục đích ban đầu là theo dõi biến đổi tâm trạng của người chơi và xuất hiện bên cạnh để lằng nghe và giúp đỡ khi cần thiết. Nhưng khi 10000 người chơi bị giam hãm trong SAO, Yui bị cấm tiếp xúc với người chơi để thực hiện chức năng của mình. Giữa những cảm xúc tiêu cực của người chơi trong SAO, Yui đã tìm thấy được tâm trạng hạnh phúc của Asuna và Kirito khi hai người cưới nhau và chuyển đến sống ở tầng 20. Yui xuất hiện trước mặt hai người dưới hình dáng là một bé gái, sau đó đã được hai người nhận làm con nuôi. Yui suýt bị Cardinal - hệ thống quản lý của SAO - xóa bỏ nhưng được Kirito cứu bằng cách lưu trữ dữ liệu vào NerveGear của cậu.
Trong ALO, Yui xuất hiện dưới dạng một tiểu tiên chỉ đường cá nhân (Personal Navigation Pixie) và cùng với Leafa giúp đỡ Kirito giải cứu Asuna. Thường gọi Asuna là "mama" và Kirito là "papa", và tỏ ra rất khó chịu nếu có cô gái nào khác ngoài Shino, Suguha, Asuna tiếp cận Kirito.

### Sinon
Tiếng Nhật: シノン (Shinon)
Tên thật: Asada Shino (朝田 詩乃 (Triều Điền Thi Ái))
Lồng tiếng bởi: Miyuki Sawashiro (drama CD)
Tay súng bắn tỉa nữ nổi tiếng trong Gun Gale Online. Cô tình cờ gặp Kirito trong game, và hướng dẫn tận tình cho cậu về những kiến thức cơ bản. Cô thậm chí còn thay đồ trước mặt cậu vì tưởng cậu là nữ (do ngoại hình nhân vật của Kirito trong GGO rất giống nữ). Sau khi biết được sự thật thì Sinon khá tức giận, nhưng khi thấy kĩ năng dùng kiếm siêu phàm của Kirito trong một tựa game về bắn súng như GGO, cô lại coi Kirito là đối thủ và đi theo cậu, từ đó vướng vào trận chiến với tay súng tử thần Death Gun. Về sau cô dần có tình cảm với Kirito.
Ở ngoài đời thật, Sinon là một nữ sinh trầm lặng và sống một mình. Khi còn nhỏ, cô đã từng lỡ tay dùng sùng bắn chết một tên cướp ngân hàng trong một vụ cướp, từ đó mắc phải căn bệnh sợ súng đạn. Cô chơi GGO cũng là để vượt qua nỗi sợ hãi đó, và nghĩ rằng khi mình hạ được một đối thủ cực mạnh trong game thì sẽ hoàn toàn vượt qua được nỗi sợ trong lòng. Sau này cô tham gia vào ALO với nhân vật là một nữ cung thuộc chủng tộc Caith Sith.

### Eiji
Tiếng Nhật: 後沢 鋭二 (Nochizawa Eiji?) , được gọi là Nautilus (ノーチラス, Nōchirasu? ) Eiji (エイジ, Eiji ? ) trong Ordinal Scale (OS)
Lồng tiếng bởi: Inoue Yoshio; Lồng tiếng bởi (tiếng Anh): Chris Patton
Một trong những nhân vật phản diện của Ordinal Scale và là một trong những nhân vật chính của Ordinal Scale - câu chuyện bên lề, bao gồm Bản thánh ca hy vọng và Hợp âm thân mật . Anh ấy là bạn thời thơ ấu của Shigemura Yuuna (Yuna), và là một trong số 10.000 người chơi bị mắc kẹt trong Sword Art Online, nơi anh ấy bị Tình trạng Không tuân thủ FullDive cản trở chuyển động của anh ấy bất cứ khi nào anh ấy lo sợ cho tính mạng của mình. Bất chấp tình trạng của mình, Eiji với tư cách là Nautilus đã được Huyết kỵ sĩ tuyển dụng do quá trình thăng cấp của anh ấy;  tuy nhiên, sau khi tình trạng của anh ấy gây nguy hiểm cho nhóm của anh ấy trong trận chiến đầu tiên với trùm cấp trung , anh ấy đã bị cấm tham gia trận chiến Boss tầng 40. Vào ngày diễn ra trận đấu trùm, anh ấy đã lãnh đạo một nhóm giải cứu khẩn cấp để hỗ trợ một nhóm người chơi bị mắc kẹt trong phòng trùm bên trong ngục tối dã chiến. Nỗ lực giải cứu này đã dẫn đến cái chết của Yuna, do đó Nautilus rời hội của mình  và ẩn mình trong một quán trọ ở Tầng 1 trong phần còn lại của trò chơi sau hậu quả của sự cố.
Sau khi Sword Art Online bị xóa, Eiji tiếp tục cuộc sống ẩn dật trong căn hộ của mình, cho đến khi cha của Yuuna, Giáo sư Shigemura Tetsuhiro , tuyển dụng anh ta để giúp thực hiện kế hoạch khôi phục Yuna dưới dạng Trí tuệ nhân tạo (AI)  bằng cách tái tạo lại nhân cách của cô từ ký ức về cô ấy được lấy từ những người sống sót trong Sword Art Online thông qua quá trình quét não được thực hiện với Augma khi ký ức của họ về Sword Art Online được kích thích thông qua việc chiến đấu với các trùm SAO ở Quy mô thông thường. Cuối cùng, Eiji đã nhận được một bộ đồ đặc biệt từ Giáo sư giúp tăng cường khả năng thể chất của anh ấy, cho phép anh ấy dễ dàng đạt hạng 2 trong Thang điểm thông thường và hỗ trợ lấy lại ký ức từ những người chơi SAO cũ. Tuy nhiên, trong giai đoạn cuối cùng của kế hoạch, Eiji đã bị phản bội bởi Giáo sư, người đã triệu tập một tên trùm SAO để tấn công anh ta và quét ký ức của anh ta về Yuna. Sau khi kế hoạch hồi sinh Yuna bằng cách gây nguy hiểm đến tính mạng của những người chơi SAO cũ bị Kirigaya Kazuto (Kirito) cản trở, Eiji đã đầu thú cảnh sát do đã làm bị thương các thành viên của Fuurinkazan ngoài đời thực trong quá trình thu thập ký ức để hồi sinh Yuna.

### Alice Zuberg
アリス・ツーベルク (Arisu Tsūberuku)
Lồng tiếng bởi: Ai Kayano (Game)
Một cô gái bí ẩn là "bạn thơ ấu" của Kirito, cùng với Eugeo, tại UnderWorld. Cô bị các Chỉnh Hợp Kỵ Sĩ bắt giữ và mang đi hành hình vì đã phá luật do "tiến vào" Dark Territory. Cô giao tiếp với Kirito, trong trạng thái tinh thần và hỗ trợ chữa thương cho Eugeo, cho thấy rằng cô vẫn còn sống và nhớ cả hai người họ. Cô cũng khẩn cầu họ đến tìm cô nơi Thánh Đường Trung tâm. Sau khi họ đã đến thủ đô Centoria và tìm thấy cô, cô lại xuất hiện, như một Kỵ Sĩ Hợp Nhất Alice Synthesis Thirty, và để bắt giữ họ.

### Eugeo
Tiếng Nhật: ユージオ (Yūjio)
Lồng tiếng bởi: Nobunaga Shimazaki (Game)
Một chàng trai trẻ và cũng là "bạn thơ ấu" của Kirito cùng với Alice tại UnderWorld. Mọi ký ức của cậu và những người dân làng khác về Kirito đều bị lọc sạch, nhưng sau đó cậu đã nhớ lại được chúng ở một mức nhất định. Sau khi được Kirito giúp đỡ nhiều chuyện, cậu quyết định trở thành một kiếm sĩ và lên đường đến thủ đô Centoria để tìm kiếm Alice. Cậu có tình cảm với Alice

## Nhân vật thứ chính
Klein (クライン Kurain)
Tên thật: Tsuboi Ryōtarō (壷井 遼太郎 (Hồ Tỉnh Liêu Thái Lang))
Lồng tiếng bởi: Hiroaki Hirata
Một anh chàng người chơi thân thiện mà Kirito gặp trong ngày đầu tiên SAO vận hành. Klein được Kirito hướng dẫn về những điều cơ bản trong game. Hai người sau đó chia tay vì trong khi Kirito muốn hai người chơi theo lối đơn độc, Klein lại có những người bạn khác từ thế giới thực cùng chơi SAO và muốn bảo vệ họ. Klein sử dụng vũ khí chính là katana (kiếm nhật) và anh là thủ lĩnh của guild Fuurinkazan (Phong Lâm Hỏa Sơn) - guild bao gồm Klein và những người bạn. Sau này Klein có gặp lại Kirito và hai người vẫn giữ mối quan hệ thân thiết. Một số ý kiến cho rằng chính Klein đã sử dụng vật phẩm "Viên đá thần mang linh hồn trở lại" (mà Kirito cho Klein lúc sự kiện Giáng Sinh) và hồi sinh cho Kirito kịp thời trong SAO khi Kirito đấu với trùm cuối SAO lúc Kirito có nguy cơ chết cao nhất.
Klein, Agil là hai người bạn thân nhất và tin cậy nhất của Kirito.
Agil (エギル Egiru)
Tên thật: Andrew Gilbert Mills (アンドリュー・ギルバート・ミルズ Andoryu Gilbato Miruzu)
Lồng tiếng bởi: Hiroki Yasumoto
Một người dùng rìu sở hữu một cửa hiệu ở SAO. Agil cao 1m80 và có ngoại hình rất vạm vỡ. Dù có vẻ ngoài khá đáng sợ, anh lại là một người tốt bụng và dành hầu hết lợi nhuận kiếm được để giúp đỡ người chơi ở các tầng giữa. Kirito thường xuyên tới cửa hàng của anh và họ là bạn. Agil mở một cửa hàng tên «Dicey Cafe» trong thế giới thực, nhưng khi anh hôn mê hai năm thì vợ anh kinh doanh thay. Tiệm cà phê sau đó trở thành nơi họp mặt tại thế giới thực của Kirito và các bạn mình.
Heathcliff (ヒースクリフ Hīsukurifu)
Tên thật: Kayaba Akihiko (茅場 晶彦 (Mao Trường Tinh Ngạn))
Lồng tiếng bởi: Tōru Ōkawa (Heathcliff), Kōichi Yamadera (Kayaba)
Nhân vật phản diện chính của arc SAO (tập 1 và 2). Ông là một thiên tài điện tử cũng như một nhà thiết kế game đại tài. Kayaba chính là người sáng chế ra NerveGear và thiết kế SAO. Kayaba sử dụng NerveGear để giam cầm 10000 người chơi trong thế giới của SAO vì lý do là để quan sát xem phản ứng của họ ra sao. Trong SAO, Kayaba giả dạng làm người chơi có ID là Heathcliff - người chơi được mệnh danh là mạnh nhất trong SAO với biệt danh là Thánh Kiếm - thủ lĩnh của guild hùng mạnh nhất ở Aincrad (Huyết Thệ Kị Sĩ Đoàn).
Nhân vật Heathcliff sử dụng trường kiếm và khiên thập tự, đây là một trong hai người chơi duy nhất trong game (cùng với Kirito) có kĩ năng phụ. Phong cách chiến đấu của Heathcliff khá giống Song kiếm; khi sử dụng khiên thập tự như một vũ khí thứ hai, nhưng thay vì thiên về tốc độ thì Heathcliff nổi bật về khả năng phòng ngự được coi là vô địch - từng một mình đứng giữ tiền tuyến và đối mặt với boss tầng 50 trong khi chờ cứu viện. Sức mạnh của Heathcliff có được là do Kayaba hiểu rõ tất cả các chiêu thức trong game, chứ không phải là do can thiệp vào hệ thống. Nhưng Kayaba đã phải sử dụng đến nó một lần khi quyết đấu với Kirito lần đầu, do Song kiếm của Kirito có thể đạt đến cực hạn tốc độ trong SAO. Ở cuối tập 1, Akihiko đấu với Kirito lần thứ 2 và thua cuộc, sau đó đã chết (do thiết lập NerveGear tự động giết mình nếu Akihiko thua trận trong game), sau đó để lại cho Kirito World Seed - phần mềm thiết kế thế giới game VRMMO, ở cuối tập 4.
Silica (シリカ Shirika)
Tên thật: Ayano Keiko (綾野 珪子 (Lăng Dã Khuê Tử))
Lồng tiếng bởi: Rina Hidaka
Một nhân vật phụ xuất hiện trong ngoại truyện đầu tiên ở tập 2 – Hắc Kiếm Sĩ. Một trong những người thu phục thú hiếm hoi trong SAO. Ngay từ đầu game, Silica đã thu phục được một chú rồng tên là Pina.Từ đó trở nên nổi tiếng dù level chỉ ở mức trung bình. Sau đó, rất nhiều người chơi nam đã theo đuổi và muốn cưới cô (trong game) để có thể được hưởng lợi, dù ở thế giới thực Silica mới 13 tuổi. Điều này dẫn đến việc sau này Silica rất sợ những người chơi nam. Trong một lần bị lạc trong rừng, chú rồng và cũng đồng thời là người bạn duy nhất của Scilia trong game chết, nhưng cô được Kirito cứu. Về sau, cô có tình cảm với Kirito, nhưng khi biết được level của Kirito thì cô biết rằng cả hai sẽ chẳng bao giờ có thể ở bên nhau trong game.
Lizbeth (リズベット Rizubetto)
Tên thật: Shinozaki Rika (篠崎 里香 (Tiểu Kỳ Lý Hương))
Lồng tiếng bởi: Ayahi Takagaki
Một nhân vật phụ xuất hiện trong ngoại truyện thứ hai của tập 2 – Hơi ấm trái tim. Cô ở trong class thợ rèn.
Lizbeth là bạn thân của Asuna, cũng là người giới thiệu Kirito với Asuna. Lizbeth được Kirito nhờ làm một thanh kiếm có chất lượng sánh được với thanh kiếm đầu tiên của cậu - "Elucidator". Sau đó, Kirito đã hộ tống cô trong một quest để tìm kiếm loại nguyên liệu cần thiết để đúc kiếm. Trong chuyến đi, Lizbeth dần dần có tình cảm với Kirito, nhưng đã rất khổ tâm khi biết được Asuna thích Kirito. Kirito kể cho Lizbeth về chuyện trong quá khứ với guild "Những chú mèo đen" và nói rằng kể từ sau việc đó, đi chung với Lizbeth là lần đầu tiên cậu cảm thấy tự nhiên khi đi party với người khác. Khi nhận được tin nhắn SAO đã bị phá đảo, cô biết chính Kirito đã làm việc đó và quyết định sẽ thú nhận tình cảm với Kirito, nhưng sau đó đã ngưng lại khi biết Asuna vẫn đang hôn mê.
Sachi (サチ Sachi)
Lồng tiếng bởi: Saori Hayami
Nhân vật phụ xuất hiện trong ngoại truyện cuối cùng ở tập 2 – Chú tuần lộc mũi đỏ. Là một cô bé sử dụng thương thuộc guild "Những chú mèo đen dưới đêm trăng tròn" - guild đầu tiên mà Kirito gia nhập - và đặc biệt thân thiết với Kirito. Sachi là một cô bé rất yếu đuối và sợ hãi phải đối mặt với cái chết. Kirito từng hứa sẽ bảo vệ Sachi, nhưng sau đó cô đã chết khi bị dính bẫy trong một lần vào hầm ngục luyện cấp. Việc này khiến Kirito đau đớn và bị dày vò nội tâm rất nhiều, thậm chí đã từng liều mạng đi hạ boss event Giáng Sinh một mình để tìm item hiếm - hồi sinh, nhưng sau đó thất bại (do item đó chỉ có tác dụng trong 10s sau khi người chơi chết) và suýt nữa khiến Kirito tự sát. Sau này, Kirito đã nhận được tin nhắn hẹn giờ trước của Sachi thu, nói rằng cô muốn cảm ơn cậu vì đã ở bên mình, việc này đã giúp Kirito có thêm nghị lực để tiếp tục sống sót trong SAO.
Kuradeel (クラディール Kuradīru)
Lồng tiếng bởi: Koji Yusa
Một người sử dụng kiếm hai tay. Công khai là một thành viên guild "Huyết Kị Sĩ" và bí mật là thành viên sống sót của guild đỏ "Tiếu Quan Tài". Hắn rất hận Kirito và Asuna vì đã hủy diệt "Tiếu Quan Tài". Hắn được "Huyết Kị Sĩ" giao làm cận vệ của Asuna và bất chấp mối hận, hắn vẫn bị Asuna ám ảnh và bí mật bám theo cô đi khắp nơi. Khi hắn nhìn thấy mối quan hệ giữa Kirito và Asuna, hắn ghen tị và thách đấu Kirito, xem ai mới bảo vệ được cô ấy. Kirito chiến thắng và Kuradeel buộc phải bỏ đi. Sau đó hắn cố sát hại Kirito và Asuna, nhưng lại bị Kirito giết bằng một kĩ thuật tay không.
Tinh linh vương Oberon (妖精王オベイロン (Yêu Tinh Vương Obeiron) Yōsei-ō Obeiron)
Tên thật: Sugō Nobuyuki (須郷 伸之 (Tu Hương Thân Chi))
Lồng tiếng bởi: Takehito Koyasu
Nhân vật phản diện chính của arc ALO (tập 3 và 4). Hắn giam cầm 300 người chơi, bao gồm cả Asuna, sau khi sự kiện SAO kết thúc để thực hiện thử nghiệm về trí não con người thông qua công nghệ Full Dive. Đồng thời, hắn có ý đồ muốn cưới Asuna khi cô vẫn còn đang hôn mê ở thế giới thật để chiếm đoạt công ty RECTO Progress.
Trong ALO hắn lấy thân phận là Tinh linh vương Oberon và biến Asuna thành Tinh linh hậu Titania. Khi Kirito đụng độ hắn để giải cứu Asuna, hắn lợi dụng trạng thái GM của mình cũng như những kết quả nghiên cứu của mình để hành hạ và tra tấn Kirito. Sau đó "Chương trình ảo" do Kayaba Akihiko lưu lại xuất hiện và nhắc cho Kirito nhớ về việc cậu đã làm thế nào để đánh bại được Heathcliff ở Aincrad. Từ đó, Kirito đã đánh bại Oberon. Sau đó 300 người chơi bị giam hãm được giải thoát, nhưng Nobuyuki vẫn cố tìm đến bệnh viện nơi Asuna đang nằm và tấn công Kirito. Hắn lại bị đánh bại một lần nữa khi Kirito sử dụng những kĩ năng chiến đấu học được trong game. Noboyuki bị áp giải đi và phải chịu tội lỗi của mình.
Recon (レコン Rekon)
Lồng tiếng bởi: Ayumu Murase
Tên thật: Nagata Shin'ichi (長田 慎一 (Trường Điền Thận Nhất))
Bạn cùng lớp của Suguha trong thế giới thực. Cậu giới thiệu ALO cho Suguha vì cô hỏi cậu về VRMMO. Trong ALO, cậu là một người dùng dao găm của tộc Sylph và là một pháp sư bóng tối. Cậu cũng cho thấy mình yêu thích Suguha một cách rõ ràng, tiếc là cô lại không có cùng cảm giác ấy.
Death Gun (/ デスガン Desu Gan)
Death Gun là nhân vật phản diện chính ở phần GGO. Những kẻ hắn giết trong GGO bằng khẩu súng K-54 đặc trưng của mình cũng sẽ chết ở thế giới thực. Sau đó, sự thật được phanh phui: Death Gun do ba người chơi tạo ra, hai trong số đó là thành viên cũ của một guild đỏ trong SAO - "Tiếu quan tài". Họ giết người chơi chỉ vì vui thích dù đã biết hậu quả xảy ra:
Shinkawa Shōichi (新川 昌一 (Tân Xuyên Xương Nhất))
Tên avatar SAO: Red-eyed XaXa.
Hắn cùng với Johnny Black vốn đã từng gặp Kirito trong sự kiện Khu vực Trung tâm tại SAO. Em trai của hắn là thành viên thứ ba trong bộ ba. Cả XaXa và em trai hắn đều bị áp giải cuối phần GGO.
Kanemoto Atsushi (金本 敦 (Kim Bản Điêu))
Tên avatar SAO: Johnny Black
Hắn cùng với XaXa vốn đã từng gặp Kirito trong sự kiện Khu vực Trung tâm tại SAO. Ở tập 9, hắn trở lại, cố giết Kirito và Asuna trong thế giới thực. Kirito đã bảo vệ được Asuna, nhưng Johnny Black đã đầu độc được Kirito và gần như đã giết cậu, khiến Kirito bị chấn thương não bộ, và cậu có thể không hồi phục lại được.
Shinkawa Kyōji (新川 恭二 (Tân Xuyên Cung Nhị))
Tên avatar GGO: Spiegel (シュピーゲル Shupīgeru)
Bạn của Shino cả ở thế giới thực và GGO, thật ra cậu ta chính là người đã giới thiệu Shino đến với GGO. Kyōji không bị nhốt trong SAO hay liên quan đến "Tiếu quan tài", nhưng áp lực vì phải trở thành người kế nhiệm gia đình do anh trai bệnh tật ở thế giới thực đã ảnh hưởng lớn đến tâm thần của cậu.
Những câu chuyện của Shōichi khi là một người chơi đỏ cũng đã đưa cậu đến con đường sát nhân và điên dại. Cậu chính là người đã nghĩ ra ý tưởng về Death Gun và đã tranh thủ được sự giúp đỡ của hai người kia.
Anh em Shinkawa đã bị cảnh sát bắt vào cuối sự kiện GGO/Death Gun, nhưng Johnny Black chạy thoát.
Yuuki (ユウキ Yūki)
Tên thật: Konno Yuuki (紺野 木綿季 (Cám Dã Mộc Miên Quý))
Nhân vật chính trong tập 7. Là một người chơi trong game ALO. Cô là thủ lĩnh đời thứ hai của guild "Sleeping Knights" - một nhóm gồm những bệnh nhân thời kì cuối tham gia vào game thực tế ảo bằng thiết bị MediCuboid sử dụng công nghệ FullDive. Cô cũng được biết đến với tên gọi Zekken, hay Tuyệt Kiếm. Cô đã thắng liên tiếp 67 trận đấu tay đôi trên đường phố, tính luôn cả Kirito, mặc dù lúc đó Kirito chỉ sử dụng một thanh kiếm. Kirito thừa nhận là tốc độ phản xạ của Yuuki còn nhanh hơn cả cậu và cô ấy gắn kết với thế giới thực tế ảo mạnh mẽ hơn cậu. Cô đã trải qua khoảnh khắc cuối đời khi đăng nhập vào ALO, nằm trong vòng tay của Asuna và được vây quanh bởi bạn bè và hàng nghìn người chơi khác trong game.
Selka (セルカ Seruka)
Em gái của Alice và là một môn đồ của Sơ Azariya. Cô khá thạo Thần Thuật nhưng ghét bị so sánh với chị gái mình. Không nhớ được Kirito nhưng được giao phụ trách cậu lúc cậu "trở về". Cô ấy có khả năng sử dụng Thần thuật và sống tại nhà thờ của Làng Rulid với những đứa trẻ mồ côi. Cô ấy không thích cách cô ấy liên tục bị so sánh với chị gái Alice của mình. Cô chăm sóc Kirito khi anh trở lại Underworld .

## Nhân vật phụ
Kirigaya Midori (桐ヶ谷 翠 (Thông Cốc Thúy))
Lồng tiếng bởi: Aya Endō
Mẹ của Suguha, cũng là dì và là mẹ nuôi của Kirito tại thế giới thực. Cô rất quan tâm đến cả hai đứa con. Trong tập 10, cô rất chắc chắn về sự an toàn của Kirito. Ở thế giới thực, cơ thể hôn mê của Kirito đã bị Kikuoka Seijirou bắt cóc. Khi Asuna và Suguha cố nói cho cô mối nghi ngờ của họ, cô không chịu tin họ.
PoH (/ プー Pū) / Vassago Casals (/ ヴァサゴ カザルス Vasago Kazarusu)
Thủ lĩnh một guild đỏ trong SAO - "Tiếu Quan Tài"  (Laughing Coffin). Hắn tạo ra guild chỉ với mục tiêu duy nhất: giết những người chơi khác. Câu cửa miệng của hắn là "It's showtime". Sau sự kiện SAO, hắn gia nhập quân đội Mĩ và xuất hiện trong phần UW với tư cách một kẻ tấn công trụ sở phát triển UW, hắn cũng đã đăng nhập vào UW để cản trở Asuna.
Yūki Shōzō (結城 彰三 (Kết Thành Chương Tam))
Cha Asuna và là CEO của một công ty sản xuất điện tử, RECTO Progress.
Silver Crow (シルバー・クロウ Shirubā Kurou)
Tên thật: Arita Haruyuki (有田 春雪 (Dựu Điền Xuân Tuyêt))
Nhân vật chính của Accel World, một series light novel khác của Reki Kawahara, xuất hiện và đối mặt với Kirito trong ngoại truyện Versus.
Endou (遠藤 (Viễn Đằng))
Lồng tiếng bởi: Yoko Hikasa (tiếng Nhật), Olivia Charles (tiếng Việt)
Endou is a manipulative person who approached Shino and pretended to be her friend just to be able to use Shino's home for personal use and as a place to stay overnight after getting drunk. She uses Shino's phobia to make her scared of her. After the Death Gun incident, she is surprised to see Shino overcome her phobia.
Sister Azariya (シスター・アザリヤ Shisutā Azariya)
Cô giáo ở nhà thờ làng Rulid. Cô đã dạy thần thuật cho Alice và giờ thì dạy Selka. Cô nuôi những đứa trẻ mồ côi tại nhà thờ. Không nhớ được Kirito.
Yolko (ヨルコ Yoruko)
Một thành viên của Guild Trái Táo Vàng, bạn trai cô là Kains.